# Силвер-Спринг (Мэриленд)
Силвер-Спринг (англ. Silver Spring) — невключённая территория и статистически обособленная местность в округе Монтгомери, Мэриленд, Соединённые Штаты Америки. В 2000 году население составляло 71 452 человека, что делает это место четвёртым по количеству проживающих в Мэриленде, после Балтимора, Колумбии и Джермантауна.
Южная старейшая и наиболее урбанизированная часть Силвер-Спринг является крупнейшим деловым центром в самой северной точке Вашингтона, округ Колумбия. По состоянию на 2004 год в этом деловом районе находится 673 986 квадратных метров офисных площадей, 5216 квартир и 7,1 гектара парковых насаждений. Территория в настоящее время развивается, построены крупные жилые, торговые и деловые здания.
В 1840 году Фрэнсис Престон Блэр c дочерью Элизабет обнаружил родник с выходами слюды на поверхность в современном Парке Акорн на пересечении Ньюэлл-стрит и Ист-вест-хайвей. Впоследствии он купил окрестные земли и построил летний дом, который назвал «Серебряный родник». Силвер-Спринг получил название от этого дома.

## История
Первые городские постройки появились в 1887 году, когда Селина Уилсон разделила свою ферму на участки по 5 и 10 акров по современным Колсвилл-роуд (US 29) и Бруквилл-роуд.